# Henricia kurilensis
Henricia kurilensis är en sjöstjärneart som beskrevs av Alexander Michailovitsch Djakonov 1958. Henricia kurilensis ingår i släktet Henricia och familjen krullsjöstjärnor. Inga underarter finns listade i Catalogue of Life.